# Anna Egter van Wissekerke
Anna (Antje) Wilhelmina Elisabeth Maria Egter van Wissekerke (Den Haag, 23 september 1872 - Laren, 23 februari 1969) was een Nederlands lithograaf, tekenaar en kunstschilder. 

## Leven en werk
Egter van Wissekerke was lid van het geslacht Egter en een dochter van generaal-majoor Abraham Jacobus Frederik Egter van Wissekerke (1833–1908) en Michiela Catharina Johanna Viruly van Pouderoyen (1841–1931). Haar broer Frederik Jacobus Daniël Cornelis Egter van Wissekerke (1864-1945) was burgemeester. 
Egter van Wissekerke werd opgeleid aan de Haagse Academie van Beeldende Kunsten (circa 1892-1896 in de zogenaamde damesklas). Hierna kreeg ze nog les van de schilder Johannes Oppenoorth. Zij was vanaf ongeveer 1900 een leerling van de schilder Henk Bremmer, die leerde hoe kunst esthetisch te bekijken, behalve te letten op kunsthistorische aspecten en wat er feitelijk verbeeld is. Ze wordt gerekend tot de kunstenaarsgroep Bremmerianen. Een van haar goede vriendinnen binnen deze groep was Julie de Graag, die vaak op het atelier van Egter van Wissekerke kwam werken en steeds door haar werd ondersteund.
In 1904 studeerde ze in München, waar ze les had aan de Akademie der Bildende Künste. Ze leerde er lithograferen van Moritz Heymann, docent aan de Künstlerinnenverein. Daar ontmoette ze de Hongaarse kunstschilder Vilmos Huszár. Op haar initiatief kwam hij naar Nederland.
In 1912 liet Egter van Wissekerke een atelierswoning bouwen in Laren. Na het overlijden van haar moeder (1931) vestigde ze zich permanent in deze woning, waar ze tot haar dood bleef wonen en werken. Haar oeuvre omvatte stillevens, portretten, interieurs en landschappen, uitgevoerd in zowel litho's als schilderijen.